# 仮歌II
『仮歌II』（かりうたセカンド）は、オーイシマサヨシのセルフカバーアルバム。TIME IS MONEY RECORDSより2019年6月26日に発売された。
前作『仮歌』と同様に、自身が「大石昌良」名義で他アーティストに提供した楽曲を「オーイシマサヨシ」名義でセルフカバーしている。

## 収録曲
特記しない限り、作詞・作曲・編曲は大石昌良が担当。
1. フィッシュストーリー (4:21)
斉藤壮馬への提供曲。
2. 春夏秋冬☆Blooming! (3:18)
ゲーム『A3!』に第二部主題歌として提供した楽曲（歌唱：A3ders![注 1]）。
3. ゴクドルミュージック (3:34)
テレビアニメ『Back Street Girls -ゴクドルズ-』にオープニングテーマとして提供した楽曲（歌唱：ゴクドルズ虹組[注 2]）。
4. スーパーヒーロー (3:53)
となりの坂田。への提供曲。
5. ベイビーミュージックライダー (3:46)
Geroへの提供曲。
6. ワンダーランド・ア・ゴーゴー!! (3:52)
ゲーム『A3!』に春組第二回公演曲として提供した楽曲（歌唱：アリス&帽子屋［碓氷真澄（白井悠介）、茅ヶ崎至（浅沼晋太郎）］）。
7. 乗ってけ！ジャパリビート (3:32)
テレビアニメ『けものフレンズ2』にオープニングテーマとして提供した楽曲（歌唱：どうぶつビスケッツ[注 3]×PPP[注 4]）。
8. シンガロン進化論(3:24)
大橋彩香への提供曲。
大橋に実際に「仮歌」として渡した音源をそのまま収録している[4]。
9. 君のヒロインでいるために (4:36)
内田真礼への提供曲。
10. ラブソング (5:17)
作詞・作曲：山口隆、編曲：大石昌良、岸田勇気
原曲はサンボマスターの楽曲。テレビアニメ『多田くんは恋をしない』のエンディングテーマのために編曲したバージョン（歌唱：テレサ・ワーグナー（石見舞菜香））のカバー。
11. 学園天国 (2:27)
作詞：阿久悠、作曲：井上忠夫、編曲：大石昌良
原曲はフィンガー5の楽曲。テレビドラマ『ファイブ』の主題歌として編曲したバージョン（歌唱：メンズ5 with T.M[注 5]）のカバー。